# Astilbe formosa
Astilbe formosa Nakai  är en stenbräckeväxt som ingår i släktet astilbar och familjen stenbräckeväxter. 
Inga underarter finns listade i Catalogue of Life.